# Карл фон Мартиус
Карл Фридрих Филип фон Мартиус (на немски: Carl Friedrich Philipp von Martius) е немски ботаник и етнограф, изследовател на Южна Америка.

## Биография

### Младежки години (1794 – 1817)
Роден е на 17 април 1794 година в Ерланген, Кралство Прусия, в семейството на професор Ернст Мартиус. През 1814 година получава докторска степен по ботаника от Университет „Фридрих-Александър“ в Ерланген. През 1817 заедно с Йохан фон Спикс са изпратени от Максимилиан I Йозеф, кралят на Бавария, да изследват Бразилия. Те се присъединяват към Австро-баварската научна експедиция.

### Експедиции (1817 – 1820)
През 1817 – 1818 година двамата с Хохан фон Спикс заедно изследват района между река Сао Франсиско на запад и Атлантическия океан на изток, от Ору Прету в южния край на Серра ду Еспинясу до Жуазейру в долното течение на Сао Франсиско. Пресичат реката и достигат на запад до вододела между реките Сао Франсиско и Токантинс – Серра Жерал ди Гояс (884 м). Завиват на изток и достигат до град Салвадор. От там продължават на северозапад и достигат до Сан Луис, като по пътя пресичат реките Сао Франсиско и Паранаиба.
По време на своето пътешествие Спикс и Мартиус преминават през вече посетени и изследвани райони от различни пътешественици и не стават първооткриватели, но стават първите широко образовани специалисти, които изучават географията, флората и фауната на широката източна полоса на Бразилската планинска земя, главно басейна на река Сао Франсиско.
От юли 1819 до юни 1820 година двамата работят в друга почти ненаселена и неизследвана от естественоисторическа гледна точка област – Амазонската низина. Изкачват се по Амазонка от устието ѝ до селището Ега и там се разделят: Спикс продължава плаването нагоре по Амазонка до устието на десния ѝ приток река Жавари; Мартиус се изкачва по река Жапура (Какета) до праговете Араракуара (0°36′ ю. ш. 72°24′ з. д. / 0.6° ю. ш. 72.4° з. д.). След това двамата отново се срещат при Ега, като на обратния път надолу по Амазонка изследват долните течения на реките Рио Негро (до 1º ю.ш.) и Мадейра. Покрай левия, северен бряг на Амазонка, откриват най-южните възвишения на Гвианската планинска земя.
От тази експедиция двамата донасят в Германия колекции от 6500 растения, 2700 насекоми, 85 млекопитаещи, 350 птици, 150 земноводни и 116 риби. Те и сега съставляват основна част от колекциите на Държавния зооложки музей в Мюнхен. Многочислените колекции от етнографски материали сега се намират в етнографския музей в Мюнхен.
Поради ранната смърт на Спикс на 13 май 1826 година, Мартиус довършва започнатите от него научни трудове, касаещи експедицията им в Бразилия и в периода 1823 – 1831 година излиза от печат тритомния им труд (третия том е написан самостоятелно от Мартиус) „Reise in Brasilien“, B. 1 – 3, München, 1823 – 1831 (в превод „Пътешествия в Бразилия“).

### Следващи години (1821 – 1868)
След завръщането си от Бразилия Мартиус е назначен за главен ботаник в ботаническата градина на Мюнхен. От 1826 г. става професор по ботаника в Мюнхенския университет. През 1832 година е назначен за директор на ботаническата градина, в която успява да събере над 300 хил. екземпляра растения, представляващи 65 хил. вида от цял свят. Хербарият съхраняван в ботаническата градина е един от най-големите в света. През 1870 година след смъртта на Мартиус хербарият е пренесен в Белгия.